# Cronologia da imigração japonesa no Brasil
Esta é uma Cronologia da imigração japonesa no Brasil.
- 1803: Quatro tripulantes japoneses do barco a vela Wakamiya Maru afundado no Mar do Japão, a bordo dos navios russos Nadezhda e Neva, aportam no cidade litorânea de Nossa Senhora do Desterro, atual Florianópolis (20 de dezembro).[7][8]
- 1895: O Tratado de Amizade, Comércio e Navegação Japão-Brasil é assinado em Paris, França, estabelecendo as relações diplomáticas entre os dois países (5 de novembro).[9]
- 1897: O Tratado de Amizade, Comércio e Navegação entra em vigor (12 de dezembro).[9] O Tratado de Amizade, Comércio e Navegação é promulgado (31 de março).[9]
- 1907: O acordo de imigração entre os dois países é firmado em São Paulo e assinado por Ryu Mizuno, diretor-presidente da Companhia Imigração Kōkoku do Japão e por Carlos Botelho, secretário da Agricultura do Estado de São Paulo (6 de novembro).[10]
- 1908: O navio Kasato-Maru parte do Japão (28 de abril). Após 51 dias de viagem, o primeiro grupo de 781 imigrantes japoneses contratados para trabalhar em lavouras de café no Estado de São Paulo, formado pelas 165 famílias de agricultores e 48 pessoas, chega ao Porto de Santos com o navio Kasato-Maru (18 de junho).[10]
- 1910: O navio Ryojun Maru aporta em Santos com mais 906 trabalhadores a bordo (28 de junho).
- 1915: A Escola Primária Taisho é fundada em São Paulo (7 de outubro).
- 1916: Revista semanal, "South America" começa a circular (janeiro).
- 1919: “Clube do Japão” é fundado em São Paulo (11 de fevereiro).
- 1923: Chegada ao Brasil de Mons. Domingos Chohachi Nakamura (1856-1940), para atender os imigrantes japoneses radicados no Brasil (23 de agosto). Conhecido como Apóstolo dos Imigrantes Japoneses no Brasil, atualmente está em curso seu processo de beatificação.
- 1929: Os primeiros imigrantes japoneses chegam à localidade de Tomé-Açu, no Pará (22 de setembro).[11]
- 1932: A Revolução de Defesa da Constituição irrompe em São Paulo (9 de julho).
- 1938: As Escolas da Língua Estrangeira no Brasil (especialmente em japonês, alemão e italiano) são fechadas (25 de dezembro).
- 1939: A cerimônia de abertura do Hospital Japonês é realizada em São Paulo (29 de abril).
- 1941: A publicação de jornais em japonês são proibidos no país (31 de agosto). Início da Guerra do Pacífico (8 de dezembro).
- 1942: As relações diplomáticas com o Japão são rompidas (19 de janeiro).
- 1945: O Brasil declara guerra ao Japão, proibindo a imigração japonesa no Brasil (6 de junho), até a rendição do Japão (15 de agosto).
- 1946: Ikuta Mizobe torna-se o primeiro makegumi assassinado em Bastos, São Paulo (7 de março). Tentativa de linchamento coletivo contra a colônia japonesa da cidade de Osvaldo Cruz, SP (31 de julho). O São Paulo Shimbun, um dos jornais da língua japonesa no Brasil, é lançado (12 de outubro).
- 1948: Yukishige Tamura torna-se o primeiro deputado nikkei da cidade de São Paulo (janeiro).
- 1950: A equipe japonesa de natação Peixes Voadores de Fujiyama chega ao Brasil (4 de março).
- 1951: O primeiro navio japonês do pós-guerra Kobe Maru chega ao Porto de Santos (28 de fevereiro).
- 1952: O Tratado de Paz entre o Brasil e o Japão é assinado (28 de abril). O Acordo de Comércio Nipo-Brasileiro é assinado (12 de setembro).
- 1953: Os primeiros imigrantes japoneses do pós-guerra chegam ao país (18 de janeiro). O Cine Niterói é inaugurado na rua Galvão Bueno, na Liberdade, em São Paulo (23 de julho).
- 1958: Dr. Hideki Yukawa visita o país (14 de julho). Uma leva de famílias vindas do Japão desembarca na Paraíba para trabalhar na Copesbra.
- 1959: O primeiro-ministro do Japão, Shinsuke Kishi visita o país (24 de julho).
- 1962: O ex-primeiro-ministro do Japão, Shigeru Yoshida visita o país (11 de maio).
- 1969: O primeiro voo da Varig para o Japão começa a operar (26 de junho).
- 1969: Fabio Yasuda torna-se ministro de Comércio e Indústria (30 de outubro).
- 1970: O cônsul japonês Nobuo Oguchi é sequestrado em São Paulo (11 de março), sendo libertado quatro dias depois (15 de março).
- 1973: O último navio de imigração Nippon Maru chega ao porto de Santos (27 de março).
- 1976: Ernesto Geisel visita o Japão. É o primeiro chefe de Estado brasileiro a fazê-lo (15 de setembro).
- 1978: O Museu Histórico da Imigração Japonesa no Brasil é inaugurado (18 de junho).
- 1981: Paulo Maluf, governador de São Paulo, e seu grupo de 160, visitam o Japão (5 de novembro).
- 1982: O príncipe japonês Hiro visita o país (4 de outubro).
- 1986: O príncipe japonês Hitachi visita o país (3 de outubro).
- 1987: Jorge Takimoto torna-se o vice-governador do Mato Grosso do Sul (15 de março).
- 1989: Seigo Tsuzuki torna-se o ministro da Saúde e Saneamento (18 de janeiro).
- 1990: Noboru Takeshita, primeiro-ministro japonês, visita o Brasil (14 de março).
- 1990: O presidente brasileiro Fernando Collor visita o Japão (12 de novembro).
- 2008: Naruhito, príncipe-herdeiro do trono do Japão, visita o país para ser recebido pelo presidente Luiz Inácio Lula da Silva em Brasília durante a comemoração do Centenário da imigração japonesa no Brasil (18 de junho).
- 2015: Akishino, príncipe e segundo na linha de sucessão, visita os estados de São Paulo e Paraná[12].
- 2018: Naruhito, príncipe-herdeiro, visita o Brasil para participar do  8.º Fórum Mundial da Água e conhecer a Embrapa (18 de março). Esta é a segunda vez que o príncipe visita ao território brasileiro.[13].
- 2023: Luís Inácio Lula da Silva confirma participação em reunião do G7 no Japão, a convite do primeiro-ministro japonês, Fumio Kishida.[14]
- 2025: Akishino, a princesa do Japão, visita Campo Grande no estado do Mato Grosso do Sul para celebrar 130 anos de relações diplomáticas entre Brasil e Japão.[15]